# Menhir de la Roche Govi
Le menhir de la Roche Govi, appelé aussi menhir du Landreau, est un menhir situé sur la commune de Saint-Père-en-Retz dans le département de la Loire-Atlantique.

## Description
Le menhir est constitué d'une grande dalle en granite de 4,20 m de hauteur. Selon Michel Tessier, il aurait appartenu à un alignement de trois menhirs s'étalant suit 800 m avec le menhir de Bellevue, qui depuis a été déplacé, et le menhir du Fief.